# كريستوفر هيلز
كريستوفر هيلز (9 أبريل 1926 - 31 يناير 1997) مؤلف إنجليزي المولد، يُلقب «أبو سبيرولينا» لترويجه بكتيريا سبيرولينا الزرقاء باعتبارها مكملًا غذائيًا. وألّف 30 كتابًا عن الوعي والتأمل واليوغا والتطور الروحي والكهانة والحكومة العالمية وتربية الأحياء المائية والصحة الشخصية.
كان هيلز يتصدر الصحافة بأشكال مختلفة على أنه «عالم غورو غربي» و«رائد الأطعمة الطبيعية» و«ثوري تطوري» و«مرلين عصري».
بصفته تاجرًا للسلع الأساسية وراعيًا للفن في جامايكا، تقاعد من العمل في سن مبكرة لمتابعة مسعى روحي أخذه إلى التنقل في جميع أنحاء العالم بصفة متحدث ومؤلف ورائد أعمال ورائد استخدام الطحالب باعتبارها مصدرًا فعالًا للغذاء والوقود للبشرية.

## السيرة الذاتية المبكرة
وُلد هيلز في غريمسبي بإنجلترا ضمن عائلة من الصيادين، ونشأ وهو يُبحر في بحر الشمال. التحق بصفة طالب في مدرسة بحرية في 1940 وانضم إلى البحرية التجارية البريطانية خلال الحرب العالمية الثانية. مر هيلز بالكثير من تجارب الحياة والموت في البحر والتي شكلت وجهات نظره حول الكارما والألوهية والقدر. عند نهاية الحرب، وبصفته ضابطًا ملاحًا في ناقلة نفط تابعة لإيسو وراسية في كوراساو، أنشأ متجرًا للسلع الأساسية مع مكاتب فرعية في فنزويلا وأروبا. انتقل هيلز إلى جامايكا عندما تراجع أحد العملاء عن إحدى الصفقات. وأسس هناك، وبمساعدة فاعل الخير بيرسي جونور، شركات للسلع الأساسية متخصصة في السكر والموز والتأمين واتصالات التلغراف والتوابل الزراعية المتمثلة بالفلفل الإسباني وجوزة الطيب والزنجبيل. جاء تمويل أول شركة تصدير من رجل الأعمال البريطاني أندرو هاي، الذي كان آنذاك زوج الكاتبة التحفيزية الأكثر مبيعًا لويز هاي والتي كانت في خمسينيات القرن العشرين عارضة أزياء راقية وصديقةً للعائلة.
تزوج كريستوفر هيلز في 1950 من امرأة إنجليزية، نورا بريمنر، نائبة مدير مدرسة وولمر في كينغستون. كان والدها، برنارد إي بريمنر، رجل قضاء ورئيس الجمارك وعمدة كينغز لين في نورفك الذي شارك في 1951 بتأسيس مهرجان كينغز لين مع عازفة البيانو روث روش البارونة فيرموي. تكون السيدة فيرموي، زوجة البارون فيرموي، جدة ديانا أميرة ويلز من طرف أمها. أنجب هيلز وزوجته ابنين اثنين، وُلد كلاهما في جامايكا. أبحرت العائلة إلى إنجلترا لحضور أحداث مثل تتويج الملكة إليزابيث الثانية وتقديم العمدة بريمنر لجلالة الملكة إليزابيث الملكة الأم شرف حرية المدينة، والذي شمل منزل العائلة المالكة في ساندرينغهام القريبة.

## رائد أعمال في جامايكا
أصبح كريستوفر ونورا هيلز مؤثرين في تجارة جامايكا وفنها وسياستها وثقافتها من 1949 إلى 1967.
اعتقادًا منه بأن قوة جامايكا تكمن في زراعتها، شارك هيلز في تأسيس حزب جامايكا للزراعة والصناعة ليكون بديًلا عن الحزبين السياسيين الرئيسيين: حزب العمل الجامايكي والحزب الوطني الشعبي، إذ شعر أن هذين الحزبين مشغولان جدًا بالتنافس فيما بينهما دون الاهتمام بالطبقة الوسطى وسكان البلاد الذين كانوا العمود الفقري للاقتصاد الريفي في جامايكا. على الرغم من المنافسة القوية في صناديق الاقتراع، كان الزوجان هيلز صديقين مقربين من زعيم حزب العمل الجامايكي السير ألكسندر بوستامانتي ونورمان مانلي، رئيس الحزب الوطني الشعبي، اللذين شغلا منصب رئيس وزراء جامايكا. كان نورمان مانلي في الحقيقة إشبين العريس في حفل زفاف هيلز.
أسس كريستوفر ونورا هيلز في 1951 شركة معارض هيلز المحدودة، والتي أصبحت، بالتعاون مع زوجة رئيس الوزراء إدنا مانلي، مركزًا للحركة الفنية الجامايكية. بُني المعرض وصالة عرض التحف الواقع في شارع هاربر 101 في كينغستون في موقع مقر إقامة سيمون بوليفار في جامايكا حيث كتب الثوري رسالته الشهيرة «رسالة من جامايكا» في 1815.
طوال خمسينيات وستينيات القرن العشرين، دعمت معارض هيلز وعرضت أعمال الفنانين الشهيرين المحليين إيان فلمنغ ونويل كوارد، وتمتعت برعاية العائلة المالكة البريطانية والعملاء البارزين مثل صدر الدين آغا خان ووينثروب روكفلر وإليزابيث تايلور وليدي بيرد جونسون وغريس كيلي وإيرول فلين. كانت معارض هيلز أيضًا الوكيل الرئيسي للوازم الفنية من راوني وغرمباتشر ووينسر ونيوتن في الهند الغربية. رعت هيلز أعمال عدد كبير من الفنانين الجامايكيين الموهوبين وذلك من خلال معارض متعددة، من هؤلاء الفنانين غاستون تابوا وكينيث أبيندانا سبنسر وكارل أبراهامز وبارينغتون واتسون وألبرت هوي وغلوريا إسكوفري وكارل باربوسينغو فيرنون تونغ والواعظ والرسام والنحات الإحيائي ماليكا رينولدز.
افتتح كريستوفر هيلز فرعًا لمعارض هيلز على الساحل الشمالي لجامايكا في مونتيغو باي، وأرسى يخته المسمى روبان في راوند هيل، وهو منتجع شهير للقادة الأجانب والصناعيين الذين يقضون عطلاتهم في الكاريبي. التقى هناك بنائب الرئيس آنذاك ليندون جونسون ورئيس شبكة سي بي إس ويليام صامويل بالي، الذي رعى في 1956 معرضًا لمعارض هيلز للفن الجامايكي في باربيزون بلازا في مدينة نيويورك، والذي أيقظ جامعي الأعمال الفنية في الولايات المتحدة على المجال الديناميكي للمواهب الفنية في جامايكا. وصفت صحيفة ديلي غلينر المعرض بأنه «تأريخي في إنشاء سوق لفن الهند الغربية». أمضت عائلة هيلز عطلات نهاية الأسبوع والأعياد في بورت أنطونيو في زيارة الأصدقاء والعملاء ومنهم جارهم الروائي روبن مور في بلو لاغون. التقى آل هيلز هناك بالبارون هانز هاينريش تيسن-بورنيميسزا الذي طلب منهم عرض جزءٍ من مجموعته الفنية. زينت الكثير من الأعمال الكلاسيكية من مقتنيات البارون الفنية الدولية جدران منزل هيلز على مدى خمس سنوات. ومنح فون تيسن أبناء هيلز إمكانية الوصول إلى جزيرته الخاصة في سان سان بالقرب من بورت أنطونيو.
كان هيلز عائدًا لتوه من الإبحار بيخته روبان إلى هافانا في 1955عندما التقى أدلاي ستيفنسون الذي ألقى خطابًا تكريمًا لزيارة الأميرة مارغريت كونتيسة سنودون إلى جامايكا. في أثناء وجوده في المعرض، أحب ستيفنسون مكتب شيراتون المقوس العائد لفترة جورج الثالث الذي يمتلكه هيلز، واشتراه على الفور لمكتبه الخاص في شيكاغو. شارك هيلز ملاحظاته خلال العشاء حول الثورة المتأججة في كوبا، بينما قارن هو وستيفنسون مفاهيمهما عن العدالة والديمقراطية والصراع والديكتاتوريات - وهي محادثة ألهمت هيلز بنشر أفكاره المتعلقة برفع مستوى الجماهير المحرومة في العالم في مجلده التاريخي «صعود العنقاء».

## الحركة الراستافارية
أصبح هيلز أيضًا مدافعًا عن الحركة الراستافارية في جامايكا، التي كانت تتعرض للقمع في أواخر الخمسينيات. أعطى الراستافاريين وظائف بصفة فناني حفر على الخشب، وأطليةً فنية مجانيةً للفنانين الفقراء مثل راس ديزي المشهور الآن، وأخرجهم من سجن المدينة الإسبانية بكفالة وشجع الإخوة الراستا على إعالة أنفسهم من خلال الفن والموسيقى. تلقى كريستوفر ونورا هيلز الشُكر شخصيًا على سنوات دعمهما للراستا المكافحين من قبل مورتيمر بلانو، معلم الراستا لبوب مارلي وأحد شيوخ الراستافاريين القلائل الذين التقوا بالإمبراطور هيلا سيلاسي في أديس أبابا في إثيوبيا.